# شویرین
شویرین (به عربی: شویرین) یک روستا در سوریه است که در ناحیه صوران (حلب) واقع شده‌است. شویرین ۶۹۵ نفر جمعیت دارد.